# カザーレ・スル・シーレ
カザーレ・スル・シーレ（伊: Casale sul Sile）は、イタリア共和国ヴェネト州トレヴィーゾ県にある、人口約13,000人の基礎自治体（コムーネ）。

## 地理

### 位置・広がり
トレヴィーゾ県南部に位置するコムーネ。

#### 隣接コムーネ
隣接するコムーネは以下の通り。括弧内のVEはヴェネツィア県所属を示す。
- カジエール
- モリアーノ・ヴェーネト
- プレガンツィオール
- クアルト・ダルティーノ (VE)
- ロンカーデ
- シレーア

### 気候分類・地震分類
気候分類では、zona E, 2447 GGに分類される。
また、イタリアの地震リスク階級 (it) では、zona 3 (sismicità bassa) に分類される。